# ノノウシ
ノノウシ(Nonouti)またはノノウシ環礁、ノノウシ島はギルバート諸島南部にある環礁であり、キリバスの地区である。タビテウエアの38 km北方、タラワの250 km南方にある。ノノウシはギルバート諸島で3番目に大きく、1888年にカトリックがキリバスで最初に確立された島である。

## 地理
環礁の東側は主要で恒久的な陸地があり、連続した線を形成する小さな島嶼で構成されている。環礁の北西側にはノウマトンと呼ばれる無人島があり、鳥類保護区として保存されている。

### 地域
政府機関はマタン村にあり、最高位の政府高官は書記官である。また、元キリバス大統領のイエレミア・タバイはノノウシ出身である。
ノノウシには7つの小学校と1つの中学校、キリバスプロテスタント教会により運営されているジョージ・イーストマン高校がある。
ノノウシの土地面積と村の人口は次のとおり。
| ノノウシ：人口と土地面積 |              |                                 |                                     |
| 国勢調査地域             | 2010年の人口 | 島別の土地面積                  | 人口密度（1ヘクタールあたりの人数） |
| アバマコロ               | 104          | 185ヘクタール (457エーカー)     | 0.6                                 |
| ベヌアロア               | 84           | 108ヘクタール (267エーカー)     | 0.8                                 |
| テウアブ                 | 269          | 150ヘクタール (371エーカー)     | 1.9                                 |
| テマノク                 | 286          | 562ヘクタール (1,389エーカー)   | 0.9                                 |
| ロツマ                   | 405          | 562ヘクタール (1,389エーカー)   | 0.9                                 |
| アウツキア               | 112          | 562ヘクタール (1,389エーカー)   | 0.9                                 |
| マタン                   | 537          | 811ヘクタール (2,004エーカー)   | 1.5                                 |
| タボイアキ               | 692          | 811ヘクタール (2,004エーカー)   | 1.5                                 |
| テモツ                   | 194          | 138ヘクタール (341エーカー)     | 1.4                                 |
| ノヌティ合計             | 2683         | 1,988ヘクタール (4,912エーカー) | 1.3                                 |

## 歴史
ノノウシは1841年に米国探検遠征隊によって調査された。 
19世紀後半、ノノウシはアベママの王である Tembinok'によって征服されたが、その後イギリスの軍艦によってノノウシから追い出された。
最初のカトリック宣教師はタヒチを拠点とするフランス人で、1880年代初頭にギルバート諸島のノノウシ島に到着し、テキストの翻訳と辞書の編集を始めた。ギルバート諸島における最初の司祭は聖心の宣教師のメンバーであり、すでに福音書に触れている多くのキリバス人を見つけるため、1888年にフランスを離れ、同年5月10日にノノウシに到着した。キリバス原住民の多くは、1870年代にブラックバーディングに連れて行かれ、太平洋の他の島のプランテーションで働いており、そこでプロテスタントの宣教師に遭遇していた。 これらの労働者のうちの2人である、ベテロ(Betero)とティロイ(Tiroi)はノノウシに戻り、地元住民にキリスト教を導いた。 彼らは教会を建て、毎週日曜日に集まって賛美歌を歌い、祈りを唱えた。 聖心の宣教師が到着したとき、ベテロとティロイはすでに560人に洗礼を授け、さらに600人を導いていた。 
1888年に最初のカトリック宣教師が到着した場所の近く、タボイアキ村のカトリック教会の後方には、カトリック教会の重要な外国人宣教師6人の墓がある。このカトリック教会の向かいにはアアケ・マネアバの名で知られる、キリバス最大のマネアバ（集会所）がある。
ノノウシ郵便局は1923年頃に開設された。 

## 教育
現在、キリスト教系高校であるジョージ・イーストマン高校がある。 